# 제롬 데이먼
제롬 데이먼(Jerome Damon)은 남아프리카 공화국의 축구 심판이다. 본명은 제롬 캘빈 데이먼(Jerome Kelvyn Damon)이고, 2008 하계 올림픽 당시 남아프리카 공화국의 축구 심판을 맡기도 했다.